# Med Airlines
Med Airlines var ett italienskt flygbolag från Sicilien som gick i konkurs 2001. Koderna för flygbolaget var Callsign: Mizar, IATA-kod: M8 och ICAO-kod: MDS 
Flygbolaget startade 1997 och använde bara flygplan av typ Saab 2000.
Flygbolaget trafikerade Palermo, Trapani, Lampedusa, Parma, Rom, Florens, Genua och Bari.